# Kinzau
Kinzau – miasto w Angoli, w prowincji Zair.